# Ribet Desjardins
Ribet Desjardins (ou Ribet & Desjardins ou Ribet-Desjardins) est une ancienne société française de construction d'appareils électroniques. Elle était installée à Montrouge (Seine
actuellement Hauts-de-Seine).

## Histoire
L'entreprise Ribet Desjardins, fondée en 1922, est un des constructeurs présents dès les débuts de la radio à tubes électroniques en produisant premièrement des pièces détachées sous la marque Unic notamment des selfs à broches, des rhéostats, des supports de lampes, des connecteurs jacks et la célèbre fiche Pilac qui permet de regrouper toutes les sources d'alimentation d'un poste de TSF sur un seul connecteur (années 1920). On trouve aussi des ensembles de pièces vendus en « kits » pour construire soi-même un poste de radio en 1927.

### Radio et télévision
L'entreprise se développe avant et pendant la Seconde Guerre mondiale et poursuit ses fabrications. Les années 1950 voient la commercialisation d'appareils grand public tels que les postes de radio de salon et les modèles combinés : radio-tourne-disque, ainsi que l'apparition des premiers téléviseurs de la marque. 
La production se diversifie à la fin des années 1950 et au début des années 1960, comme par exemple avec des ensembles combinés : téléviseur noir et blanc 819 lignes - tourne-disques - récepteur radio. Mais aussi avec des postes de radio et des téléviseurs de dimensions plus réduites ainsi que des mange-disques. Des modèles de radios portatives à tubes, alimentées soit sur le secteur soit à piles font leur apparition.
Avec l'avènement des premiers semi-conducteurs, Ribet Desjardin participe à l'essor du poste à transistors.

### Électronique professionnelle
Dans le domaine professionnel de l'industrie électronique en France, Ribet Desjardins était un fabricant d'appareils de mesure et d'appareils de laboratoire : générateurs HF, générateurs BF, alimentations stabilisées, wobuloscopes, etc., ainsi que de générateurs de service destinés aux réglages (alignement) et au dépannage des récepteurs radios et des téléviseurs de cette époque.
Ce constructeur était surtout réputé dans les années 1950-1970 pour ses oscilloscopes,, ainsi que pour ses accessoires de prise de vue sur tubes cathodiques.

### Fusion et rachat
Une partie des activités est reprise en 1966 par la filiale CRC (Saint-Étienne) de la Compagnie des compteurs. Les marques Ribet-Desjardins, Unic, Grammont et Sonneclair fusionnent avec CGE-Continental-Edison en 1967. Thomson rachète l'ensemble en 1971.